# Зорянский сельский совет (Томаковский район)
Зорянский сельский совет (укр. Зорянська сільська рада) — входит в состав
Томаковского района
Днепропетровской области
Украины.
Административный центр сельского совета находится в 
пос. Заря.

## Населённые пункты совета
- пос. Заря
- пос. Маяк
- пос. Прогресс